# Colette Klein
Colette Klein, née le 14 septembre 1950 à Paris, est une poète et écrivaine française.

## Biographie

### Animatrice littéraire
Membre du comité de rédaction de la revue Phréatique dirigée par Gérard Murail, de 1970 à 2000. Présidente de l'association Arts et Jalons. Secrétaire générale et trésorière du Cercle Aliénor. Elle a créé en 2008 la revue Concerto pour marées et silence, revue

### Comédienne
1973 / 1975 Après avoir fréquenté le Cours de Jean Chevrier (1973-1975), elle travaille avec Robert Vidalin, de la Comédie Française, de 1976 à 1980.
Elle se produit ensuite comme comédienne :
- de 1985 à 1988, à l’Atelier théâtre de Ménilmontant
- puis, dans le cadre de Théâtre à Dire, elle participe à des tournées théâtrales pour des scolaires à Paris, Orléans, Lyon et Lille
- et entre en 1996 dans la troupe des Comédiens de l’arche
- Entre 2009 et 2019, joue au Théâtre du Nord-Ouest, généralement sous la direction d'Alain Michel : La Nuit des Tribades (Per-Olov Enquist), Rex (Maurice Cury) / Sur le quai (Denis Emorine), Inger à Östraat (Henrik Ibsen).

### Peintre
Artiste peintre déclarée à la Maison des artistes, participant à des expositions individuelles ou collectives mais aussi à des livres d'artistes ou en accompagnement de textes poétiques. Membre de l'association "Les Artistes à la Bastille". Sociétaire du Salon d'Automne. Adhérente de la Fondation Taylor.

## Publications

### Théâtre
- La récolte du feu, donné en lecture publique par Théâtre à dire
- Armande et Rosalie, représenté au théâtre de Ménilmontant.

### Poésie
- Ailleurs l'étoile, St Germain des Près, 1973.
- Colette Klein, À défaut de visages, Éditions Saint-Germain-des-Prés, 1975 (ISBN 978-2-243-00119-8).
- Cécités, Millas Martin, 1978 - Prix Jeune Poésie François Villon 1978.
- Colette Klein, Le Passe-nuit: poèmes, Éditions ARCAM, coll. « Astrée », 1980 (ISBN 978-2-86476-015-3)
- Néante aux mains d'oiseaux, Groupe de Recherches Polypoétiques, 1994.
- Colette Klein, Les hautes volières du silence, C. Klein, coll. « Collection Iô poétique », 1994 (ISBN 978-2-9504239-4-8)
- La Neige sur la mer ne dure pas plus que la mort, La Bartavelle, 1997.
- Les Jardins de l'invisible, éditions Alain Benoit, 2001.
- Colette Klein, Insomnies du voyage, GRP, coll. « Collection phréatique », 2002 (ISBN 978-2-904868-42-9)
- Colette Klein et Marie Falize, Le silence du monde, A. Benoit, coll. « Brèche », 2003 (ISBN 978-2-915210-04-0)
- Colette Klein et Augusta de Schucani, La pierre du dedans, AB, coll. « Joute », 2005 (ISBN 978-2-915210-29-3)
- Les Tentations de L., éditions Alain Benoit, 2009.
- Colette Klein, Derrière la lumière, A. Benoît, coll. « À vous de l'autre rive », 2004 (ISBN 978-2-915210-58-3)
- Colette Klein, Mémoire tuméfiée suivi de Lettres de Narcisse à l'ange, Éditinter, 2013 (ISBN 978-2-35328-113-8)
- Colette Klein, C'est la terre qui marche sous mes pas, la Feuille de thé, 2019 (ISBN 979-10-94533-20-8)
- Le Bleu selon C. Klein, Édition Transignum, 2023 - avec les peintures de Wanda Mihuleac et la musique de Violeta Dinescu - édition bilingue. la version en allemand est de Eva Maria Berg.
- Après la fin du monde, nuages - Requiem.  Édition Henry. 2023.

### Prose
Nouvelles :
- Nocturne(s), Le Guichet, 1985

- Colette Klein, Je est un monstre: nouvelles, les Éditions de l'Oeil du sphinx, coll. « Les manuscrits d'Edward Derby », 2022 (ISBN 978-2-38014-063-7)

Documents : 
- Colette Klein, La guerre, et après, Éditions Pétra, coll. « Méandre », 2015 (ISBN 978-2-84743-126-1)

- Colette Klein, Pierre Esperbé : je suis né dans l'infini des êtres, Éditions Pétra, 2019 (ISBN 978-2-84743-259-6)

### Parution en revues
Revue de l'ACILECE, Apulée, Artère, Cri d'os, Evohé, Hélices, Les hommes sans épaules, Jalons, Jointure, LittéRéalité, Noah, Phréatique, Poèmonde, Poésie 1, Poésimage, Résurrection, Sépia...

### Présence en anthologies
- Alain Breton: La vraie jeune poésie, édition La Pibole - Jean Gouézec, 1981
- Jean Breton: Nouvelle poésie contemporaine, Le Cherche Midi éditeur 1985
- Pascal Commère: Des poètes pour demain la soif, Cahiers de Noah 1981
- Paul Mari : prix Poésie 2000 , 1979
- Anthologies Jalons: Plaise au souvenir, 1983 ; Dans un halo d'humus, 1985 ; À l'issue de ce long moment, 1987
- Anthologie La Passerelle, 1982-1983

## Distinctions
En 1978, Colette Klein reçoit le prix « Jeune poésie François Villon »  pour son ouvrage Cécités.